# Santes Creus (el Pont de Suert)
Les Santes Creus és una serra situada al municipi del Pont de Suert a la comarca de l'Alta Ribagorça, amb una elevació màxima de 1.546 metres.